# Onur Güney
Onur Güney (* 12. Oktober 1982 in Kozan) ist ein türkischer ehemaliger Fußballspieler.

## Karriere

### Vereinskarriere
Onur Güney begann mit dem Vereinsfußball in der Jugendabteilung von Çukurova Üniversitesi und spielte dann in den Jugendmannschaften von diversen Amateurklubs in und um Adana.
2004 erhielt er beim Viertligisten Karayılan Belediyespor einen Profivertrag, er spielte auf Anhieb als Stammspieler bei den Profis. Nach zwei Spielzeiten wechselte er zu Mezitlispor und ein Jahr später zum damaligen Drittligisten Mersin İdman Yurdu. Mit diesem Verein erreichte er in seiner zweiten Spielzeit die Vizemeisterschaft der TFF 2. Lig und damit den direkten Aufstieg in die TFF 1. Lig.
Zur neuen Saison wechselte er dann zum Drittligisten Adana Demirspor und spielte hier eine halbe Spielzeit.
Anschließend wechselte er zum Ligakonkurrenten Elazığspor und feierte mit diesem Verein am Ende seiner zweiten Saison die Meisterschaft der TFF 2. Lig und damit den direkten Aufstieg in die TFF 1. Lig. In seinem dritten Jahr kam er als Ergänzungsspieler zu regelmäßigen Einsätzen. Am vorletzten Spieltag schaffte man den sicheren Aufstieg in die Süper Lig.
Zur Saison 2012/13 wechselte er zum türkischen Zweitligisten Çaykur Rizespor. Mit diesem Verein wurde er zum Saisonende Vizemeister der TFF 1. Lig und stieg in die Süper Lig auf. Da nach diesem Erfolg sein Vertrag nicht verlängert wurde, heuerte er für die neue Spielzeit beim Zweitligisten Şanlıurfaspor an.
Im Sommer 2014 wechselte Güney innerhalb der Liga zu Elazığspor. Im Dezember 2017 trennten sich die Wege von Güney und Elazığspor nach Vereinsangaben in gegenseitigem Einverständnis. Anfang 2018 wechselte Güney zu Kastamonuspor 1966, wo er jedoch nur ein kurzes Gastspiel gab. Bei dem Zweitligisten bestritt er lediglich sieben Spiele mit 630 Spielminuten. Noch im selben Jahr setzte er seine Karriere bei Tarsus İdman Yurdu fort. In der Spielzeit 2018/19 kam er dort auf 16 Einsätze, davon 15 von Beginn an, und sammelte 1.316 Spielminuten in der zweiten türkischen Liga.
Im Sommer 2019 kehrte Güney in seine Heimatregion zurück und schloss sich Kozan Belediyespor an. Dort bestritt er 24 Spiele, davon 23 in der Startformation, und kam auf 1.976 Spielminuten.
Seine letzte berufliche Station führte Güney zu İdman Yurdu 1925, wo er in der Saison 2020/21 in der Bölgesel Amatör Lig aktiv war. Dort absolvierte er fünf Spiele, alle von Beginn an, mit insgesamt 450 Spielminuten. Nach der Saison 2020/21 beendete Onur Güney im Alter von 42 Jahren seine aktive Fußballerlaufbahn.

## Erfolge
Mit Mersin İdman Yurdu
- Meister der TFF 2. Lig und Aufstieg in die TFF 1. Lig: 2008/09

Mit Elazığspor
- Meister der TFF 2. Lig und Aufstieg in die TFF 1. Lig: 2010/11
- Vizemeister der TFF 1. Lig und Aufstieg in die Süper Lig: 2011/12

Mit Çaykur Rizespor
- Vizemeister der TFF 1. Lig und Aufstieg in die Süper Lig: 2012/13